# Castelnau-de-Médoc
Castelnau-de-Médoc è un comune francese di 3 811 abitanti situato nel dipartimento della Gironda nella regione della Nuova Aquitania.

## Società

### Evoluzione demografica
Abitanti censiti

## Amministrazione

### Gemellaggi
- Bad Sachsa, dal 1973